# Saliba
Saliba (kinesiska: 萨力巴, 萨力巴乡) är en socken i Kina. Den ligger i den autonoma regionen Inre Mongoliet, i den norra delen av landet, omkring 700 kilometer öster om regionhuvudstaden Hohhot. Antalet invånare är 17609. Befolkningen består av 8 447 kvinnor och 9 162 män. Barn under 15 år utgör 16,0 %, vuxna 15-64 år 75 %, och äldre över 65 år 7,0 %.
Genomsnittlig årsnederbörd är 592 millimeter. Den regnigaste månaden är juli, med i genomsnitt 141 mm nederbörd, och den torraste är januari, med 2 mm nederbörd.